# 1. deild islandzka w piłce nożnej (1967)
Sezon 1967 był 56. sezonem o mistrzostwo Islandii. Drużyna Valur obroniła tytuł mistrzowski, zdobywając czternaście punktów w dziesięciu meczach i wygrywając mecz finałowy. Po sezonie spadł zajmujący ostatnie miejsce zespół Akraness.

## Drużyny
Po sezonie 1966 z ligi spadł zespół Þróttur Reykjavík, z 2. deild awansowała natomiast drużyna Fram wobec czego do sezonu 1967 ponownie przystąpiło sześć zespołów.
| Uczestnicy poprzedniej edycji                                                                                 | Uczestnicy poprzedniej edycji | Uczestnicy poprzedniej edycji | Uczestnicy poprzedniej edycji |
| --- | ----------------------------- | ----------------------------- | ----------------------------- |
| VAL | Valur                         | 1                             |                               |
| ÍBK | Keflavík                      | 2                             |                               |
| ÍBA | ÍBA Akureyri                  | 3                             |                               |
| KRE | KR                            | 4                             |                               |
| ÍA | Akraness                      | 5                             |                               |
| Awans z 2. deild                                                                                              |                               |                               |                               |
| FRA | Fram                          | 1                             |                               |
| Oznaczenia: - kolumna pierwsza – skróty nazw drużyn, - kolumna trzecia – miejsce zajęte w poprzednim sezonie. |                               |                               |                               |

## Tabela
| Lp. | Drużyna      | M  | Z | R | P | Bramki | Bramki | Różn. | Pkt | Uwagi                                    |
| --- | ------------ | -- | - | - | - | ------ | ------ | ----- | --- | ---------------------------------------- |
| 1   | Valur (M)    | 10 | 6 | 2 | 2 | 20     | 16     | +4    | 14  | baraż o mistrzostwo                      |
| 1   | Fram         | 10 | 5 | 4 | 1 | 15     | 11     | +4    | 14  | baraż o mistrzostwo                      |
| 3   | ÍBA Akureyri | 10 | 6 | 1 | 3 | 21     | 11     | +10   | 13  |                                          |
| 4   | Keflavík     | 10 | 3 | 2 | 5 | 9      | 13     | −4    | 8   |                                          |
| 5   | KR           | 10 | 3 | 1 | 6 | 15     | 18     | −3    | 7   | Puchar Zdobywców Pucharów • 1/16 finału1 |
| 6   | Akraness     | 10 | 2 | 0 | 8 | 9      | 20     | −11   | 4   | Spadek do 2. deild                       |

## Wyniki
| Gospodarz \ Gość | ÍA  | FRA | ÍBA | ÍBK | KRE | VAL |
| Akraness         |     | 1:2 | 1:5 | 0:1 | 1:3 | 1:2 |
| Fram             | 2:1 |     | 0:1 | 1:1 | 2:1 | 2:2 |
| ÍBA Akureyri     | 4:1 | 1:2 |     | 3:1 | 0:0 | 2:1 |
| Keflavík         | 0:1 | 0:0 | 2:1 |     | 2:0 | 0:2 |
| KR               | 0:2 | 2:3 | 1:3 | 1:0 |     | 5:1 |
| Valur            | 1:0 | 1:1 | 2:1 | 4:2 | 4:2 |     |

Źródło: Knattspyrnusamband Íslands (isl.)
Objaśnienia:
1Drużyna gospodarzy jest wymieniona po lewej stronie tabeli.
Kolory: zielony – zwycięstwo gospodarzy, żółty – remis, różowy – zwycięstwo gości.

## Baraż o mistrzostwo
O mistrzostwie Islandii w sezonie 1967 zadecydował dodatkowy, bezpośredni mecz pomiędzy drużyną Valur i Fram. Mecz zwyciężył pierwszy zespół i zdobył kolejny tytuł mistrzowski rozgrywek piłkarskich na Islandii, równocześnie kwalifikując się do Pucharu Europy.
| 24 września 1967 | Valur · Reynir Jónsson 31' (k) · Hermann Gunnarsson 88' | 2:01:0Raport | Fram | Laugardalsvöllur |
|                  |                                                         |              |      |                  |

## Najlepsi strzelcy
| Bramki | Strzelcy           | Drużyna      |
| ------ | ------------------ | ------------ |
| 12     | Hermann Gunnarsson | Valur        |
| 10     | Skúli Ágústsson    | ÍBA Akureyri |
| 7      | Kari Arnason       | ÍBA Akureyri |